# Бобоне, Романо
Романо Бобоне —  католический церковный деятель XII века. На консистории 1182 года был провозглашен кардиналом-дьяконом с титулом церкви Сант-Анджело-ин-Пескерия. В 1188 году стал кардиналом-священником с титулом церкви Сант-Анастазия. В 1189 году стал кардиналом-епископом диоцеза Порто. Участвовал в выборах папы 1185 (Урбан III), 1187 (Григорий VIII) и 1187 (Климент III) годов.